# Ottenhöfen im Schwarzwald
Ottenhöfen im Schwarzwald è un comune tedesco di 3 217 abitanti, situato nel land del Baden-Württemberg.